# Julian Schnabel
Pour les articles homonymes, voir Schnabel.
Julian Schnabel est un peintre néo-expressionniste et un cinéaste américain né le 26 octobre 1951 à New York.

## Biographie

### Débuts
Julian Schnabel est né à Brooklyn à New York. Son père est Jack Schnabel, un Juif tchécoslovaque émigré aux États-Unis à l'âge de 15 ans et sa mère Esta (née Greenberg), prédicatrice du Jewish Theological Seminary et présidente de l'Hadassah,. 
La famille de Julian Schnabel quitte New York quand il a 13 ans et il passe son adolescence dans la petite ville de Brownsville au Texas où il découvre l'art mexicain et l'iconographie catholique dans l'école des frères maristes. Il étudie les Beaux-arts à l'université de Houston où il obtient son Bachelor of Fine Arts de 1969 à 1973, puis obtient une bourse d'études du Whitney Museum of American Art. 

### Expositions
Sa première exposition personnelle a lieu au Musée d’art contemporain de Houston en 1976 et elle est intitulée « Retrospective » ; il a 25 ans. En 1978, il visite l'Europe et découvre Barcelone et l'œuvre de Gaudi. Sa première exposition personnelle à New York, primordiale dans sa carrière, a lieu en 1979 à la Mary Boone Gallery sur la Cinquième avenue et va le révéler au monde de l'art,. L'année suivante, il participe à la Biennale de Venise en 1980. 
Il devient rapidement une figure importante du courant néo-expressionniste, de la Trans-avant-garde et de la scène new-yorkaise avec David Salle. Son travail se caractérise alors par l'utilisation et le collage d'assiettes cassées assemblées en épi sur des supports en bois monumentaux qui les apparentent à des bas-reliefs sculpturaux ou évoquent les céramiques cassées de Gaudi. Il est le plus jeune artiste de l'exposition londonienne A new spirit in Painting à la Royal Academy of Art de Londres. Il peint également sur de grandes bâches militaires très rapidement comme dans Portrait of J.S. in Hakodate (Japan 1934) (Centre Pompidou) toile de 290 x 415 cm. 
Son succès foudroyant sur le marché de l'art est cependant remis en question par l'arrivée de Jean-Michel Basquiat, son benjamin de 15 ans, ce que Schnabel racontera dans son film Basquiat. En 1986, au sommet de sa gloire, il écrit son autobiographie. La critique d'art se montre alors sévère pour un artiste prolifique, mondain et souvent décrit comme vaniteux. Son style représente alors tous les excès financiers des années 1980 d'autant que le marché de l'art s'est effondré en 1990.
En 2017, dans le film The Square de Ruben Öslund, Julian Schnabel est caricaturé comme "le Grand Artiste" inconséquent présenté dans le musée. Son personnage est joué par Dominic West qui rejoue l'une des conférences de presse égocentrique de Schnabel.

### De la peinture vers le cinéma

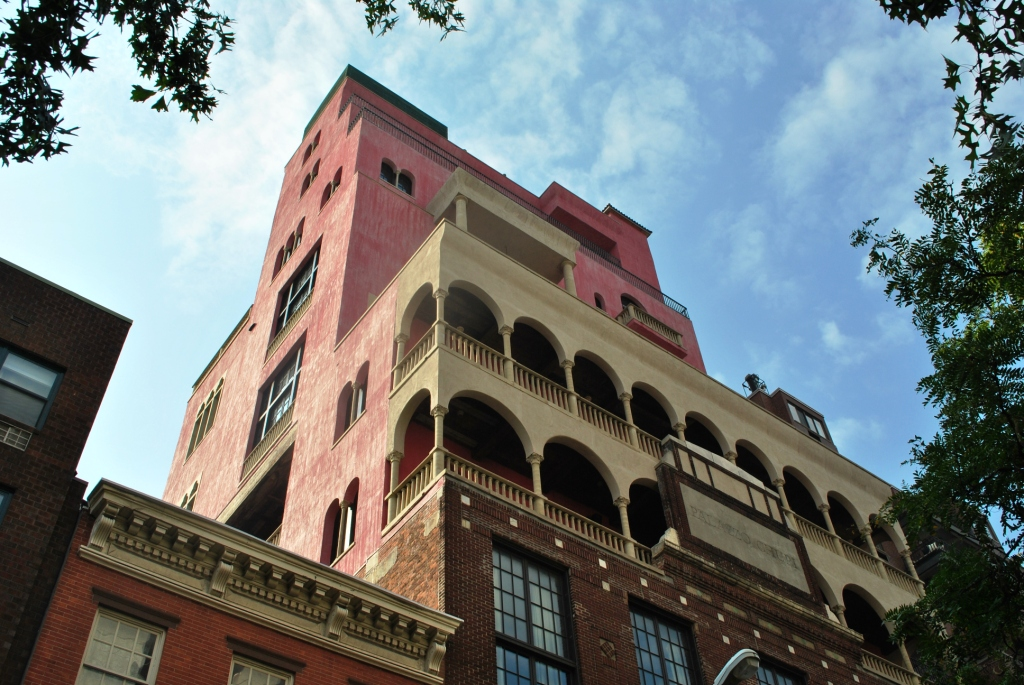
le "Palazzo Chupi" dessiné par Julian Schnabel à New York.

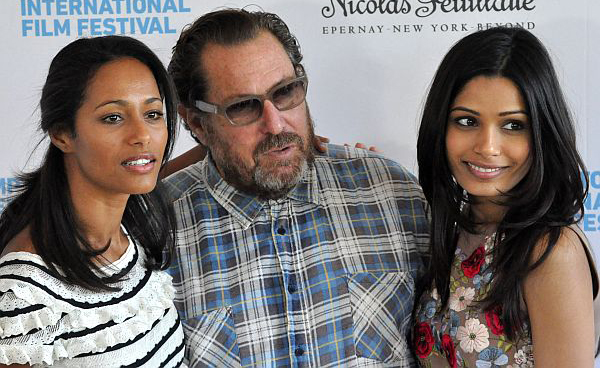
Rula Jebreal, Julian Schnabel et Freida Pinto au Festival international du film des Hamptons, New York, 9 october 2010.

En 1996, Schnabel commence une carrière de réalisateur avec Basquiat qui est un film biographique sur l'artiste afro-américain Jean-Michel Basquiat. Son film suivant, Avant la nuit (Before Night Falls), est l'adaptation du roman homonyme de Reinaldo Arenas. Le Scaphandre et le Papillon (The Diving Bell and the Butterfly) réalisé en 2006 est l'adaptation du roman Le Scaphandre et le Papillon de Jean-Dominique Bauby. En 2010, il poursuit ses adaptations littéraires avec Miral d'après le roman de Rula Jebreal, sa compagne d'alors.
Le 8 décembre 2009, il est élu membre de la Royal Academy de Londres.
Depuis 2010, il expose à Londres, à Milan et Paris, une sélection de photographies Polaroid prises depuis 2002, qu'il retouche à la peinture pour mieux en souligner les points saillants. Ces photographies sont prises avec une chambre photographique imposante de format 50 × 60 construite spécialement par Polaroid. 
En 2018, son film At Eternity's Gate sur la fin de la vie de Vincent van Gogh, sur un scénario coécrit avec Jean-Claude Carrière, est sélectionné à la Mostra de Venise.
Marié plusieurs fois, Schnabel est père de 5 enfants, dont Lola peintre et cinéaste, Stella poétesse et actrice, Vito marchand d'art. 
Il vit à New York dans son Palazzo Chupi 360 West 11th Street, une ancienne écurie réhabilitée et transformée par l'artiste en un palais vénitien rose de 5 étages de parc d'attraction. Le nom provient de la sucette Chupa Chups. La critique d'art s'amuse ou est sévère avec le goût vorace et kitch de la maison du peintre, qu'elle qualifie de Xanadu ou maison de poupée pour Barbie.

### Alaïa
Julian Schnabel est un proche d'Azzedine Alaïa. Leur amitié débute au début des années 1980 : Julian et Jacqueline Schnabel sont de passage rue du Parc-Royal chez le couturier et souhaitent faire un échange entre des robes et des œuvres. Le couturier, absent, donne son accord à distance et quelque temps après, il se rend à New York choisir une peinture. Julian Schnabel réalise le portrait d'Azzedine Alaïa en 1983. L'artiste américain devient un habitué rue de Moussy de la cuisine d'Alaïa, lieu primordial pour le couturier. Lorsque Alaïa ouvre une boutique à New York en 1988, Julian Schnabel la décore entièrement et sa femme Jacqueline en prend la direction. 
Deux ans plus tard, au début de la décennie suivante Julian Schnabel créé les meubles et décors de la nouvelle boutique parisienne rue de la Verrerie/rue de Moussy. Les « Tati Paintings » de Julian Schnabel sont alors à l'origine de la collection Tati du couturier tunisien. Durant la Biennale della Moda de Florence cinq ans plus tard, Alaïa expose des robes aux côtés d’œuvres de l'artiste. De même, l'exposition « Azzedine Alaïa, une autre pensée sur la mode. La collection Tati » (2019 - 2020) utilise les « Tati Paintings » de Julian Schnabel en fond de présentation des créations d'Alaïa. Entre-temps, à la mort du couturier, le film At Eternity's Gate lui est dédié.

## Œuvre

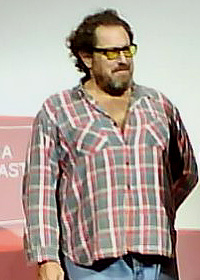

- Les toiles traitent à la fois de l'abstraction et de la figuration.
- Il est amené à travailler de différentes manières sur la toile, comme les collages de matériaux divers.

Son œuvre picturale est présente dans de nombreuses collections et musées américains, Metropolitan Museum of Art; Museum of Modern Art de New York,  le  Whitney Museum of American Art; le Museum of Contemporary Art (Los Angeles) (MOCA), Los Angeles où à Madrid Reina Sofia, à Londres Tate Modern ou au Musée d'art moderne et contemporain du Centre Georges Pompidou à Paris. 
Mais l'œuvre Julian Schnabel est également présente dans le paysage britannique. En effet, l'artiste a participé à l'exposition "A new spirit in painting" de Londres en 1981, dans laquelle il présentait son projet "Prehistory". On y observe des idées transavantgardes, dont notamment un retour à la peinture délibérément hétérogène qui s'approche d'ailleurs du néo expressionnisme.

### Documentaire
- Pappi Corsicato, Julian Schnabel, A Private Portrait (Julian Schnabel, un portrait intime), 2017, 84 min[4].

### Publication
- Hans Werner Holzwarth et Louise Kugelberg, Julian Schnabel, 2020, Taschen[25]

## Filmographie
- 1996 : Basquiat
- 2000 : Avant la nuit (Before Night Falls)
- 2007 : Le Scaphandre et le Papillon (The Diving Bell and the Butterfly)
- 2007 : Lou Reed's Berlin
- 2010 : Miral
- 2018 : At Eternity's Gate

Prochainement
- 2024 : In the Hand of Dante

## Récompenses
- 1996 : Sélection officielle à la Mostra de Venise 1996 pour Basquiat
- 2000 : Grand Prix spécial du jury à la Mostra de Venise 2000 pour Avant la nuit
- 2007 : Prix de la mise en scène au Festival de Cannes 2007 pour Le Scaphandre et le Papillon
- 2008 : Nomination au BAFTA du meilleur film étranger
- 2008 : Nomination au Lumière du meilleur réalisateur pour Le Scaphandre et le Papillon
- 2008 : Nomination au César du meilleur réalisateur et César du meilleur film pour Le Scaphandre et le Papillon
- 2008 : Golden Globe du meilleur réalisateur pour Le Scaphandre et le Papillon
- 2008 : Nomination à l'Oscar du meilleur réalisateur pour Le Scaphandre et le Papillon
- 2010 : Sélection officielle à la Mostra de Venise 2010 pour Miral
- 2018 : Coupe Volpi du meilleur acteur pour Willem Dafoe dans At Eternity's Gate à la Mostra de Venise 2018